# Poeltidea
Poeltidea är ett släkte av lavar. Poeltidea ingår i familjen Porpidiaceae, ordningen Lecideales, klassen Lecanoromycetes, divisionen sporsäcksvampar och riket svampar.
|           | Porpidia                            |
|           |                                     |
|           | Pachyphysis                         |
|           |                                     |
|           | Clauzadea                           |
|           |                                     |
|           | Bellemerea                          |
|           |                                     |
|           | Koerberiella                        |
|           |                                     |
|           | Labyrintha                          |
|           |                                     |
|           | Catarrhospora                       |
|           |                                     |
|           | Stenhammarella                      |
|           |                                     |
|           | Poeltiaria                          |
|           |                                     |
|           | Paraporpidia                        |
|           |                                     |
|           | Stephanocyclos                      |
|           |                                     |
|           | Xenolecia                           |
|           |                                     |
| Poeltidea | \| \| Poeltidea perusta \| \| \| \| |
|           | \| \| Poeltidea perusta \| \| \| \| |
|           | Poeltidea perusta                   |
|           |                                     |

|  | Poeltidea perusta |
|  |                   |